# Lijst van personages uit de Smurfentekenfilms
Deze lijst bevat alle personages uit de animatiefilmreeks over de Smurfen.

## Rolverdeling

### Namen en stemmen
| Nederlandstalige naam                                                       | Engelstalige naam                  | Franstalige naam           | Duitstalige naam                       | Engelstalige en Nederlandstalige stemmen                         | Korte beschrijving |
| --------------------------------------------------------------------------- | ---------------------------------- | -------------------------- | -------------------------------------- | ---------------------------------------------------------------- | --- |
| Brilsmurf                                                                   | Brainy Smurf                       | Schtroumpf à Lunettes      | Schlaubi Schlumpf                      | Danny Goldman, Frans van Dusschoten, Fred Butter                 | De wijsneus. Denkt dat hij alles beter weet met zijn "wijze" citaten. Bril kan de Smurfen goed onderscheiden doordat hij een bril draagt. Hij verklikt alles aan Grote Smurf. |
| Grote Smurf                                                                 | Papa Smurf                         | Grand Schtroumpf           | Papa Schlumpf                          | Don Messick, Ger Smit, Carol van Herwijnen                       | De vriendelijke oude leider van de Smurfen. Hij valt goed op met zijn rode muts en broek, en zijn witte baard. Zoekt altijd het beste voor de Smurfen.                        |
| Klungelsmurf                                                                | Clumsy Smurf                       | Schtroumpf Maladroit       | Clumsy Schlumpf                        | Bill Callaway, Corry van der Linden                              | De stuntel. De Smurfen worden soms een beetje boos op hem, maar hij bedoelt het allemaal goed. Hij is de enige vriend van Brilsmurf en heeft een grote collectie stenen.      |
| Knutselsmurf                                                                | Handy Smurf                        | Schtroumpf Bricoleur       | Handy Schlumpf                         | Michael Bell, Frans van Dusschoten, Fred Butter                  | De handigste Smurf. Kan gemakkelijk dingen uitvinden en in elkaar zetten. Knutsel is erg vriendelijk en spontaan.                                                             |
| Lolsmurf                                                                    | Jokey Smurf                        | Schtroumpf Farceur         | Jokey Schlumpf                         | June Foray, Arnold Gelderman, Eddy van der Schouw, Dieter Jansen | De grappenmaker. Haalt allemaal flauwe grappen uit door cadeautjes te geven die ontploffen in het gezicht van wie er één opent.                                               |
| Luilaksmurf                                                                 | Lazy Smurf (Sleepy Smurf)          | Schtroumpf Paresseux       | Fauli Schlumpf                         | Michael Bell, Corry van der Linden, Angélique de Boer            | De luiste Smurf. Doet niks anders dan slapen. |
| Moppersmurf                                                                 | Grouchy Smurf                      | Le Schtroumpf Grognon      | Muffi Schlumpf                         | Michael Bell, Paul van Gorcum                                    | Deze mokkende Smurf haat alles. Is (bijna) nooit vrolijk. Maar toch blijkt hij een hart van goud te hebben.                                                                   |
| Muzieksmurf                                                                 | Harmony Smurf                      | Schtroumpf Musicien        | Harmonie Schlumpf                      | Hamilton Camp, Kenneth Mars, Paul van Gorcum                     | Deze Smurf wordt altijd gezien met zijn trompet. Maar hij heeft een groot gebrek aan zijn talent.                                                                             |
| Potige Smurf                                                                | Hefty Smurf                        | Schtroumpf Costaud         | Hefti Schlumpf                         | Frank Welker, Ger Smit, Stan Limburg                             | De fitste en sterkste Smurf. Beoefent elke sport, waarvan gewichtheffen zijn favoriete is.                                                                                    |
| Smulsmurf                                                                   | Greedy Smurf                       | Schtroumpf Gourmand        | Torti Schlumpf                         | Hamilton Camp, Ger Smit, Ruud Drupsteen                          | Naast de bakker is hij ook de gulzigste Smurf die alleen aan eten denkt. |
| Smurfin                                                                     | Smurfette                          | La Schtroumpfette          | Schlumpfine                            | Lucille Bliss, Corry van der Linden, Lucie de Lange              | Was een schepsel van Gargamel om de Smurfen narigheid te brengen. Maar Grote Smurf veranderde haar in een lieve Smurfin op wie elke Smurf verliefd is.                        |
| Boerensmurf                                                                 | Farmer Smurf                       | Schtroumpf Paysan          | Farmi Schlumpf                         | Alan Young, Frans van Dusschoten, Stan Limburg                   | De boer. Is altijd bezig met het verbouwen van zijn groenten. |
| Dichtersmurf                                                                | Poet Smurf                         | Schtroumpf Poète           | Poeti Schlumpf                         | Frank Welker, Corry van der Linden                               | De dichter van het dorp. Weet als geen ander met woorden te spelen. |
| Droomsmurf                                                                  | Dreamy Smurf                       | Schtroumpf Rêveur          | Traumi Schlumpf                        | Don Messick, Frans van Dusschoten, Angélique de Boer             | Heeft grote dromen. Bijvoorbeeld de ruimte in gaan of piraat worden. |
| Hippe Smurf                                                                 | Vanity Smurf                       | Schtroumpf Coquet          | Beauty Schlumpf                        | Alan Oppenheimer, John Stephenson, Ger Smit, Stan Limburg        | De ijdeltuit. Is voortdurend bezig met zichzelf bewerken en mooi maken. Is te herkennen aan de roze bloem in zijn muts.                                                       |
| Kleermakersmurf                                                             | Tailor Smurf                       | Schtroumpf Tailleur        | Zwirni Schlumpf                        | Kip King, Arnold Gelderman, Eddy van der Schouw, Dieter Jansen   | Voorziet het dorp van kleding. Is te herkennen aan de naalden in zijn muts.                                                                                                   |
| Babysmurf                                                                   | Baby Smurf                         | Bébé Schtroumpf            | Babyschlumpf                           | Paul Winchell, Julie McWhirter, Corry van der Linden             | De jongste bewoner van het Smurfendorp. Elke Smurf houdt van hem. |
| Schildersmurf                                                               | Painter Smurf                      | Schtroumpf Peintre         | Toulousi Schlumpf                      | William Callaway, Frans van Dusschoten, Fred Meijer, Bram Bart   | Schildert de mooiste meesterwerken. Is te herkennen aan zijn scheve muts en zijn rode pak met zwarte strik. Praat met een Frans accent.                                       |
| Robotsmurf                                                                  | Clockwork Smurf                    | Schtroumpf Robot/Mécanique | Aufziehschlumpf                        | Frank Welker, Dieter Jansen                                      | Een robot in de vorm van een Smurf. Werd gemaakt door Knutselsmurf. |
| Mijnwerkersmurf                                                             | Miner Smurf                        | Schtroumpf Mineur          | Schürfi Schlumpf                       | Alan Young, Bas Westerweel, Eddy van der Schouw, Dieter Jansen   | De mijnwerker. Is te vinden onder de grond. Mijnwerkersmurf is te herkennen aan zijn handschoenen en de kaars op zijn muts.                                                   |
| Af en toe terugkerende of incidentele smurfen                               |                                    |                            |                                        |                                                                  | |
| Architect Smurf                                                             | Architect Smurf                    | Schtroumpf Sculpteur       | Architekti Schlumpf                    | Brenda Vaccaro, Eddy van der Schouw, Fred Butter                 | Tekent de vormen van huizen. |
| Bange Smurf                                                                 | Scaredy Smurf / Timid Smurf        | Schtroumpf Peureux         | Fürchti Schlumpf                       | Alan Young, Peter van Hoof                                       | Is overal bang voor. |
| Cowboy Smurf                                                                | Wooly Smurf                        |                            | Wolly Schlumpf                         | Richard Gautier, Bas Westerweel                                  | De schaapscheerder. Is te herkennen aan zijn wollen muts, zijn zwarte jasje en rode strik. Praat met een Texaans accent.                                                      |
| Engelsmurf                                                                  | Angel Smurf                        |                            |                                        | William Christopher, Arnold Gelderman, Ruud Drupsteen            | Een engel die alles goed wil doen. |
| Duivelsmurf                                                                 | Devil Smurf                        |                            |                                        |                                                                  | Een duivel die alles slecht wil doen. |
| Huilsmurf                                                                   | Weepy Smurf                        |                            |                                        | Robert Delhez                                                    | Huilt altijd. Zowel van verdriet als ontroering. |
| Houthakkersmurf (ook wel Hakkersmurf)                                       | Timber Smurf                       |                            | Timberly Schlumpf                      | Robert Delhez                                                    | De houthakker. Hakt bomen om als het nodig is. |
| Iemandsmurf (vh. Niemandsmurf)                                              | Somebody Smurf (bef. Nobody Smurf) |                            | Schlumpf Jemand (fr. Niemand Schlumpf) | Dieter Jansen                                                    | Was eerst niemand en deed zijn best iemand te zijn. Dit lukte uiteindelijk.                                                                                                   |
| Kappersmurf                                                                 | Barber Smurf                       | Schtroumpf Barbier         | Barbi Schlumpf                         | Peter van Hoof                                                   | De kapper van het dorp. Is te herkennen aan zijn grijze jasje en de kam in zijn muts. Spreekt met een Italiaans accent.                                                       |
| Neussmurf / Nieuwsgierige Smurf                                             | Nosy Smurf                         | Schtroumpf Curieux         | Neugieri Schlumpf                      | Paul Winchell, Peter van Hoof, Paul van Gorcum                   | Is altijd nieuwsgierig |
| Schoorsteenvegersmurf                                                       | Sweepy Smurf                       | Schtroumpf Ramoneur        | Kamini Schlumpf                        |                                                                  | De schoorsteenveger in het dorp. |
| Slappe smurf                                                                | Weakling Smurf                     | Schtroumpf Chétif          | Schwächli Schlumpf                     | Peter van Hoof                                                   | Dacht ooit dat hij de slapste Smurf in het dorp was, maar kwam er later achter dan zijn "slapheid" alleen maar door te weinig zelfvertrouwen kwam.                            |
| Slonssmurf                                                                  | Sloppy Smurf                       | Schtroumpf Sale            | Gammeli                                | Marshall Efron, Frans van Dusschoten                             | Deze Smurf is niet bepaald rijk. Heeft een vlieg als huisdier. Is te herkennen aan zijn muts die bijna voor zijn ogen en de tenen die uit zijn broek steken.                  |
| Speurdersmurf                                                               | Tracker Smurf                      | Schtroumpf Traqueur        | Schnuffi Schlumpf                      | Henry Polic II, Paul van Gorcum, Peter van Hoof                  | De speurder. Houdt veel van het buitenleven. Is te herkennen aan de veer in zijn muts.                                                                                        |
| Stoere Smurf                                                                | Tuffy Smurf                        | Schtroumpf Fanfaron        | Rocky Schlumpf                         | Pat Fraley, Arnold Gelderman                                     | Een stoere Smurf die net zo wil worden als Potige Smurf. Is te herkennen aan zijn riem.                                                                                       |
| Verslaggeversmurf                                                           | Reporter Smurf                     | Schtroumpf Reporter        | Springerli Schlumpf / Reporti Schlumpf | Paul van Gorcum, Bas Westerweel                                  | De pers. Zet allerlei nieuwtjes in zijn krant. |
| Zieke smurf                                                                 | Sickly Smurf                       | Schtroumpf Frileux         | Kranki Schlumpf                        | Don Messick,                                                     | Voelt zich altijd ziek. |
|                                                                             | Dabbler Smurf                      |                            | Pfuschi                                |                                                                  | |
|                                                                             | Pushover Smurf                     |                            | Gimpeli Schlumpf                       |                                                                  | |
| De terugkerende smurfen die pas na afloop van seizoen 4 zijn geïntroduceerd |                                    |                            |                                        |                                                                  | |
| Driftige Smurf                                                              | Snappy Smurfling                   | Schtroumpf Colérique       | Forschi Schlumpf                       | Pat Musick, Ryan van den Akker, Angélique de Boer                | Een Smurfkleuter die snel kwaad wordt. Is te herkennen aan zijn gele T-shirt met een donderwolk erop.                                                                         |
| Natuursmurf                                                                 | Nat Smurfling (Natrual Smurfling)  | Schtroumpf Nature          | Ned Schlumpf                           | Charlie Adler, Arnold Gelderman, Hein Boele, Fred Meijer         | Een Smurfkleuter die veel van de natuur houdt. Is te herkennen aan zijn stromuts en bruine broek. Natuursmurf was eerder ook al voorgekomen als een volwassene Smurf.         |
| Opasmurf                                                                    | Grandpa Smurf                      | Vieux Vieux Schtroumpf     | Opa Schlumpf                           | Jonathan Winters, Jan Wegter, Edward Reekers                     | Was voor Grote Smurf de leider van de Smurfen. Is te herkennen is zijn lange witte baard en gele muts en broek. Heel oud en wijs.                                             |
| Omasmurf                                                                    | Nanny Smurf                        | Mémé Schtroumpf            | Nanni Schlumpf                         | Susan Blu, Marjolein Algera                                      | Een lieve oude oma. Haar vriendje heet Smoegel. |
| Rustige Smurf                                                               | Slouchy Smurfling                  | Schtroumpf Molasson        | Schlaffi Schlumpf                      | Noelle North, Beatrijs Sluijter                                  | Een Smurfkleuter die heel rustig is. Is te herkennen aan zijn scheve muts, rode T-shirt en sportschoenen.                                                                     |
| Wilde Smurf                                                                 | Wild Smurf                         | Schtroumpf Sauvage         | Tarzan Schlumpf                        | Frank Welker, Eddy van der Schouw, Dieter Jansen                 | De wildste Smurf van allemaal. Leeft in het bos en wordt vergezeld door eekhoorns. Is te herkennen aan zijn muts van bladeren en lendendoek.                                  |
| Sassette                                                                    | Sassette Smurfling                 | Sassette                   | Sassette                               | Julie Dees-McWhirter, Corry van der Linden, Lucie de Lange       | Een lief Kleutersmurfinnetje. Ze is te herkennen aan haar roze broek en donkeroranje vlechtjes.                                                                               |
| Twijfelsmurf                                                                | Flighty Smurf                      |                            | Zweifli Schlumpf                       | Robert Delhez, Angélique de Boer                                 | Kan nooit een beslissing maken. |
| Andere figuren                                                              |                                    |                            |                                        |                                                                  | |
| Agatha                                                                      | Hogatha                            |                            | Hogatha / Hugata                       | Janet Waldo, Corry van der Linden                                | Een gemene kale heks die een pruik draagt. Haar droom is mooi worden. |
| Azraël                                                                      | Azrael                             | Azraël                     | Azrael                                 | Don Messick, Frans van Dusschoten, Fred Butter                   | De gemene en domme kat van Gargamel. |
| Balthazar                                                                   | Balthazar                          |                            | Balthasar                              | Keene Curtis, Frans van Dusschoten                               | De dikke en wrede peetoom van Gargamel. |
| Bolle Gijs                                                                  | Bigmouth                           | Grossbouf                  | Großmaul                               | Lennie Weinrib, Ger Smit, Stan Limburg                           | Een dikke reus die alleen denkt aan eten. Hij eet vaak Gargamels voorraad op.                                                                                                 |
| Bolle Greet                                                                 | Bignose                            |                            | Großnase                               | Patti Deutsch, Lucie de Lange                                    | De dikke echtgenoot van Bolle Gijs. Ze heeft een grote neus. |
| Brenda                                                                      | Brenda                             |                            | Brenda                                 | Angélique de Boer                                                | |
| Sjimmie                                                                     | Chitter                            |                            |                                        |                                                                  | Een eekhoorn en het kameraadje van de Wilde Smurf. |
| Chloorhydris                                                                | Chlorhydris                        |                            | Chlorhydris                            | Lucie de Lange                                                   | Ze haat liefde en probeert het te vernietigen. |
| Denise                                                                      | Denisa                             |                            | Denisa                                 | Katie Leigh, Marjolein Algera                                    | Het nichtje van Balthazar en een vriendin van Sassette |
| Gargamel                                                                    | Gargamel                           | Gargamel                   | Gargamel                               | Paul Winchell, Paul van Gorcum                                   | De aartsvijand van elke Smurf. Heeft zes Smurfen nodig om goud te maken of op te eten.                                                                                        |
| Greintje                                                                    | Scruple                            | Scrupule                   | Rotznase                               | Brenda Vaccaro, Reinout Bussemaker                               | De gemene tovenaarsleerling van Gargamel. |
| Johan                                                                       | Johan                              | Johan                      | Johan                                  | Michael Bell, Diederik Gelderman                                 | |
| Kerstman                                                                    | Mr. Nicholas                       |                            |                                        | Brian Blessed, Hero Muller                                       | Geeft cadeautjes aan alle brave kinderen. Is ook een goede vriend van de Smurfen.                                                                                             |
| Koning Gerard                                                               | King Gerard                        |                            | König Gerard                           | Philip Proctor, Fred Butter                                      | Koning van het mensenland |
| Laconia                                                                     | Laconia                            | Laconia                    | Lakonia                                |                                                                  | |
| Mevrouw Trilbil                                                             | Madame Trilby                      |                            |                                        |                                                                  | |
| Moeder Natuur                                                               | Mother Nature                      | Mère Nature                | Mutter Natur                           | June Foray, Corry van der Linden                                 | Een vriendelijke vrouw die de seizoenen bepaalt. En een goede vriendin van de Smurfen.                                                                                        |
| Nebbit                                                                      | Nabbit                             |                            | Nebit                                  | Bram Bart                                                        | Een vriend van de Smurfkleuters die een enorme eetlust heeft. |
| Ooievaar                                                                    | Feathers                           | La Cigogne                 |                                        | Stan Limburg                                                     | Hij vervoert de Smurfen naar hun bestemming. |
| Pierewiet (ook: Pirrewiet)                                                  | Peewit                             | Pirlouit                   | Peewee / Peewit                        | Frank Welker, Olaf Wijnants                                      | Hofnar van Koning Gerard, goede vriend van de smurfen. |
| Puppie                                                                      | Puppy                              |                            | Welpi                                  | Russi Taylor, Frank Welker, Dieter Jansen                        | Een jonge hond en een grote vriend van de Smurfkleuters. |
| Selwyn                                                                      | Selwyn                             |                            | Selby                                  | Paul van Gorcum, Bram Bart                                       | |
| Smoegel                                                                     | Smoogle                            |                            |                                        | Russi Taylor, Marjolein Algera                                   | Het vriendje van Omasmurf. |
| Tallulah                                                                    | Tallulah                           |                            | Talullah                               | Lucie de Lange                                                   | |
| Tovenaar Omnibus                                                            | Enchanter Homnibus                 | Homnibus                   | Magier Omnibus                         | Jack Angel, Ger Smit, Paul van Gorcum                            | Een vriendelijke magiër en een vriend van Grote Smurf. |
| Vader Tijd                                                                  | Father Time                        | Père Temps                 | Vater Zeit                             | Alan Oppenheimer, Ger Smit, Paul van Gorcum                      | Hij bepaalt de tijd. |

Overige Nederlandstalige stemmen:
Hans Cornelissen, Peter van Hoof, Barbara Dicker, Bert van den Dool, Tom Hartmann, Hero Muller, Edward Reekers, John Tak, Eelco Vellema.
In de film De fluit met de 6 smurfen zijn, naast o.a. Arnold Gelderman en Ger Smit verder ook te horen: Lex Goudsmit als de koning, Coen Flink als Matthijs Voddezak, Trudy Libosan als Vrouwe Pinbaard en als enkele smurfen en Bill van Dijk.

### Tongval
- Boerensmurf (gespeeld door Frans van Dusschoten) spreekt met Noordoost-Nederlands accent; de Engelstalige versie spreekt met een New England accent, de Franstalige versie spreekt ook met een typisch boerenaccent. De latere Boerensmurf (gespeeld door Stan Limburg) heeft helemaal geen boerenaccent.
- Mijnwerkersmurf spreekt met een mijnwerkersaccent; de Engelstalige versie spreekt met een Schots accent.
- Schildersmurf spreekt met een Frans accent; de Engelstalige en Duitstalige versie spreekt ook met een Frans accent.
- Kleermakersmurf spreekt met een Duits (of Oostenrijks) accent.
- Kappersmurf spreekt met een Italiaans accent. Don Smurfo, de smurf uit het verhalenboek, ook.
- Cowboysmurf spreekt met een Amerikaans accent; de Engelstalige versie spreekt met een Texaans accent.
- In (latere) afleveringen wordt veelvuldig gebruikgemaakt van woordspelingen. Aangezien veel latere scripts uit het Engels zijn vertaald, gaat soms zo'n grap verloren, omdat deze niet met een gelijkwaardige kwinkslag is te vertalen. (Voorbeeld: in de aflevering de Doedelzakgeest probeert Brillie een merrie te berijden, met de opmerking "verstand boven beest", vertaald van het Engelse "mind over mare", een woordspeling op het gezegde "mind over matter".)

### Kenmerken
- Brilsmurf is te herkennen aan zijn zwarte bril.
- Cowboysmurf is te herkennen aan zijn wollen muts en zwarte jasje.
- Driftige Smurf is te herkennen aan zijn gele shirt met een donderwolk en bliksem erop.
- Grote Smurf is te herkennen aan zijn rode muts en broek en witte baard.
- Hippe Smurf is te herkennen aan een bloem op zijn muts.
- Kleermakersmurf is te herkennen aan zijn meetlint om zijn nek en de naalden in zijn muts.
- Klungelsmurf is te herkennen aan zijn te grote muts.
- Knutselsmurf is te herkennen aan zijn potlood achter zijn oor, zijn bretels en de zonneklep op zijn muts.
- Mijnwerkersmurf is te herkennen aan de kaars op zijn muts en zijn handschoenen.
- Natuursmurf is te herkennen aan zijn hoed van stro en zijn bruine broekje.
- Opa is te herkennen aan zijn gele muts en broek en over de grond slepende baard.
- Potige is te herkennen aan zijn tatoeage van een rood hartje op zijn linkerbovenarm (heel soms is het (ook) op zijn rechterbovenarm getekend).
- Rustige is te herkennen aan zijn rode shirt, zijn sportschoentjes en slappe muts.
- Schildersmurf is te herkennen aan zijn rode vestje met zwarte gestrikte sjaal en slappe ruimvallende muts.
- Slonssmurf is te herkennen aan zijn vieze kleren en zijn muts over zijn ogen.
- Smulsmurf is te herkennen aan zijn koksmuts.
- Smurfin is te herkennen aan haar lange blonde haar, haar jurk en witte schoenen met hakken.
- Stoere Smurf is te herkennen aan zijn riem met gesp.
- Wilde Smurf is te herkennen aan groene muts van bladeren, en zijn doek in plaats van een broek.
- Sassette is te herkennen aan haar rode haar met 2 staartjes en haar roze hansopje.